# Ptilodexia flavotessellata
Ptilodexia flavotessellata là một loài ruồi trong họ Tachinidae.